# Meyer Shank Racing
Meyer Shank Racing (anteriormente Michael Shank Racing) es un equipo de automovilismo estadounidense que compite en IndyCar Series y WeatherTech SportsCar Championship. El logro más destacado del equipo es la victoria en las 500 Millas de Indianápolis de 2021 junto a Hélio Castroneves.

## Historia

### Atlantic Championship Series
Michael Shank como propietario de Michael Shank Racing, era propietario de un coche de Sam Hornish, Jr. cuando ganó el título de Novato del Año de la Fórmula Atlantic de 1999.

### Grand-Am e IMSA
En 2004, Michael Shank Racing entró en la clase de prototipos Daytona de la Rolex Sports Car Series (Grand-Am) con los pilotos Oswaldo Negri Jr. y Burt Frisselle, terminando 12.º en la clasificación de pilotos.
En 2006, su coche, conducido por Justin Wilson, A.J. Allmendinger, Oswaldo Negri y Mark Patterson, terminó en 2.ª posición en la general y en la clase de prototipos Daytona en las 24 Horas de Daytona y ganó en 2006 en Miller Motorsports Park. El equipo terminó octavo en puntos tanto en 2006 como en 2007, y John Pew se convirtió en el copiloto de Negri.
En 2008, el equipo terminó décimo, ganando la primera carrera celebrada en el New Jersey Motorsports Park y la última carrera de la temporada en Miller Motorsports Park.
Terminó octavo en puntos en 2009 y décimo en 2010. En 2011, el equipo mejoró hasta el sexto lugar en la general.
Michael Shank Racing ganó las 24 Horas de Daytona en 2012 con A. J. Allmendinger, Justin Wilson, John Pew y Oswaldo Negri como pilotos.
En 2014, Grand-Am y la American Le Mans Series se fusionaron para formar el United SportsCar Championship. Michael Shank Racing inscribió un solo Riley Ford Ecoboost DP con los pilotos John Pew y Oswaldo Negri. En 2015 y 2016, el equipo participó en un Ligier JS P2-HPD, obteniendo victorias en Laguna Seca y Petit Le Mans en 2016.
El equipo cambió a la clase GT Daytona en 2017 e ingresó a dos Acura NSX respaldados por la fábrica con los pilotos Oswaldo Negri Jr., Jeff Segal, Andy Lally y Katherine Legge, y ganó dos carreras en Belle Isle y Watkins Glen. Michael Shank Racing gana dos carreras en 2018 en Belle Isle y Laguna Seca, terminando la temporada en el segundo lugar de la general.
En la temporada 2019, con solo una victoria en Watkins Glen y cuatro veces terminando en segundo lugar, ganó el título de la clase GT Daytona con los pilotos Mario Farnbacher y Trent Hindman. Farnbacher y Matt McMurry repitieron el título para el equipo en la clase GT Daytona de 2020, sumando dos victorias.

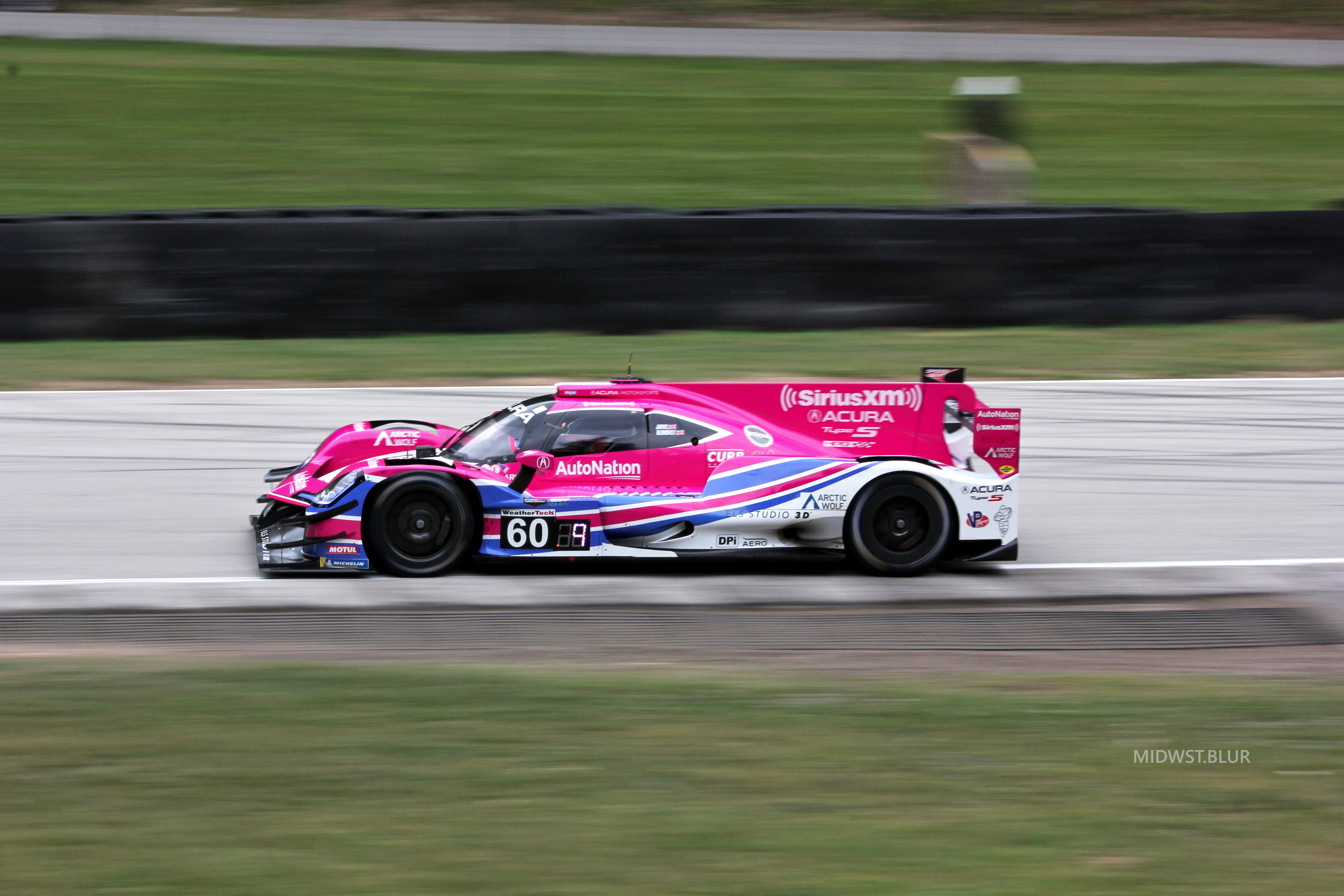
Acura ARX-05 número 60 de Meyer Shank Racing, de 2022.

En 2021, retomaron la clase principal de IMSA, la DPi, junto a Acura. Olivier Pla y Dane Cameron fueron los pilotos de la temporada completa. Al año siguiente, el equipo ganó las 24 Horas de Daytona el campeonato con los dos titulares Tom Blomqvist y Oliver Jarvis junto a Hélio Castroneves y Simon Pagenaud, sus pilotos en IndyCar. Blomqvist y Jarvis ganaron el campeonato con su segunda victoria en Atlanta, en el cierre de la temporada.
En 2023, Colin Braun remplazó a Jarvis en el Acura ARX-06 número 60. Ganaron nuevamente en Daytona junto a Castroneves y Pagenaud, pero se vieron afectados en el campeonato por una penalización de 200 puntos por una ilegalidad en la presión de los neumáticos en dicha carrera.
En octubre de ese año, el equipo anunció que abandonará el campeonato tras la pérdida de apoyo de Acura.

### IndyCar
El equipo compró un Dallara de IndyCar en 2012, con el objetivo de iniciar un programa de IndyCar de tiempo completo mientras continuaba en Grand-Am.
La intención original era correr bajo el nombre "MSR Indy", con A. J. Allmendinger y Brian Bailey como copropietarios. El programa de 2012 tenía la intención de utilizar los motores Lotus (que luego se reveló que no era competitivo) y presentar a Jay Howard para las 500 Millas de Indianápolis de 2012, sin embargo, a pesar de contar con el patrocinio total de Jim Beam, el hecho de no asegurar un contrato con un motor competitivo impidió que lo hiciera.
Michael Shank Racing anunció que había vendido su chasis Dallara a Sam Schmidt Motorsports en febrero de 2013 y declaró su intención de colaborar con otro equipo en una entrada de las 500 Millas de Indianápolis de 2013. Ningún proyecto de este tipo se finalizó a tiempo para la carrera.
Para las 500 Millas de Indianápolis de 2017, el equipo se asoció con Andretti Autosport para una participación impulsada por Jack Harvey.

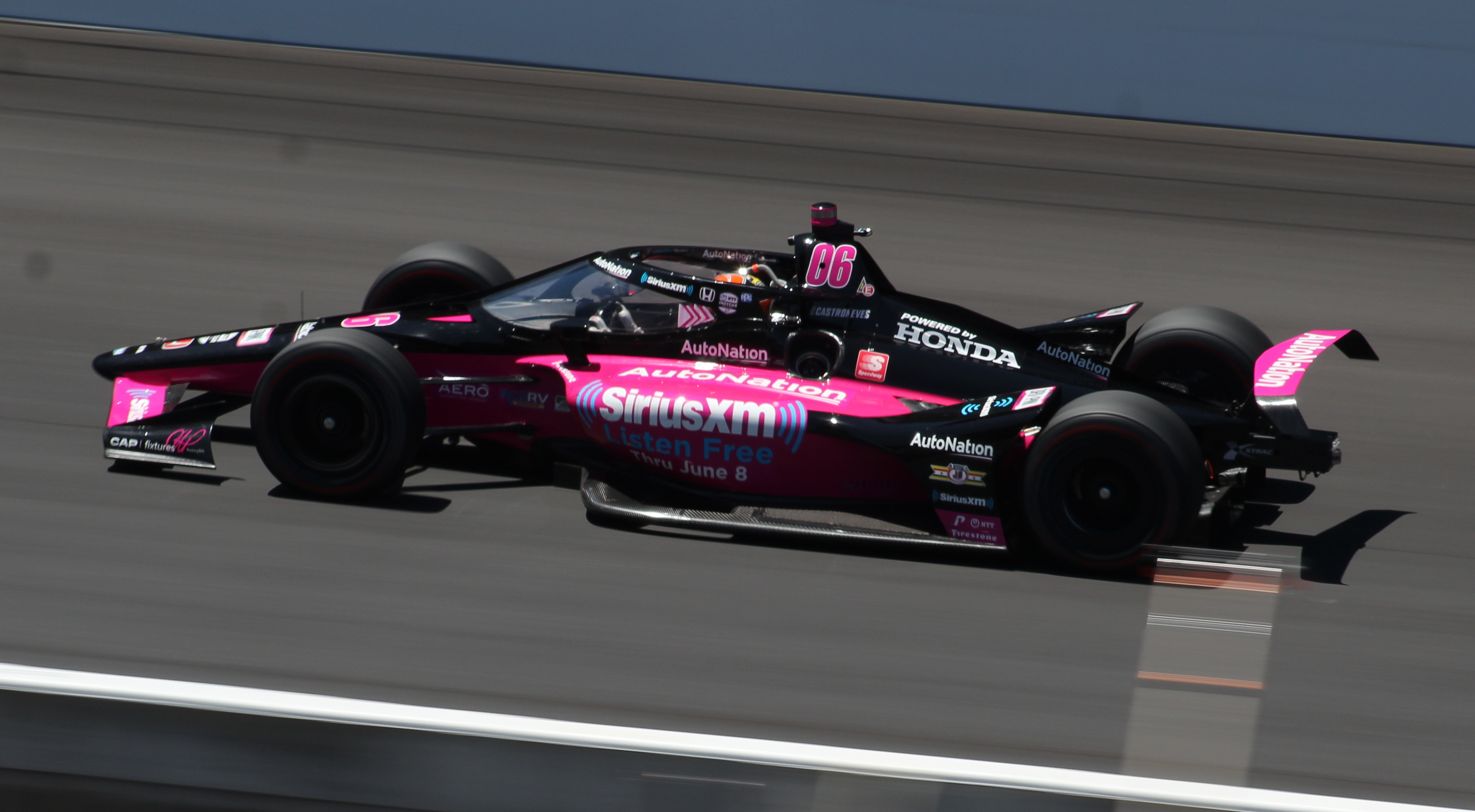
Hélio Castroneves en la Indy 500 de 2021.

En la IndyCar 2018, en asociación con Schmidt Peterson Motorsports, el equipo inscribió a Harvey en seis carreras, incluyendo las 500 Millas de Indianápolis de 2018, y en 2019 en 10 carreras, obteniendo el primer podio: tercer lugar en el Gran Premio de Indianápolis.
En 2020, participaron por primera vez a tiempo completo con Harvey. El 2 de octubre de ese año, se anunció que el Formula One Group de Liberty Media estaba haciendo una inversión de capital minoritario en el equipo.
El 30 de mayo de 2021, Hélio Castroneves ganó la Indy 500 de 2021 mientras corría para el Meyer Shank Racing. Esto marcó la cuarta victoria de Castroneves en esta competencia (empatada la mayor cantidad de todos los tiempos) y la primera victoria de la historia del equipo en la IndyCar. Harvey, por su lado, logró dos cuartos puestos como mejores resultados y finalizó 13.º en el campeonato.
Hélio Castroneves y Simon Pagenaud compitieron con Meyer Shank en 2022, siendo un segundo puesto obtenido por el francés en Indianápolis Road Course el mejor resultado del equipo. Al año siguiente, el equipo mantuvo su dupla, pero Pagenaud sufrió un accidente en Mid-Ohio, en mitad de la temporada, que le impidió volver a competir ese año. El equipo recurrió a Conor Daly y a los novatos Tom Blomqvist y Linus Lundqvist para ocupar su asiento en las diferentes carreras restantes.
En 2024, Blomqvist y Felix Rosenqvist, proveniente de Arrow McLaren, serán la dupla de pilotos del equipo durante toda la temporada.

## Resultados

### IndyCar Series
| Año                                                        | Motor                                        | N.º                                          | Pilotos                                      | 1                                            | 2                                            | 3                                            | 4                                            | 5                                            | 6                                            | 7                                            | 8                                            | 9                                            | 10                                           | 11                                           | 12                                           | 13                                           | 14                                           | 15                                           | 16                                           | 17                                           | Pos.                                         | Puntos                                       |
| Michael Shank Racing with Andretti Autosport               | Michael Shank Racing with Andretti Autosport | Michael Shank Racing with Andretti Autosport | Michael Shank Racing with Andretti Autosport | Michael Shank Racing with Andretti Autosport | Michael Shank Racing with Andretti Autosport | Michael Shank Racing with Andretti Autosport | Michael Shank Racing with Andretti Autosport | Michael Shank Racing with Andretti Autosport | Michael Shank Racing with Andretti Autosport | Michael Shank Racing with Andretti Autosport | Michael Shank Racing with Andretti Autosport | Michael Shank Racing with Andretti Autosport | Michael Shank Racing with Andretti Autosport | Michael Shank Racing with Andretti Autosport | Michael Shank Racing with Andretti Autosport | Michael Shank Racing with Andretti Autosport | Michael Shank Racing with Andretti Autosport | Michael Shank Racing with Andretti Autosport | Michael Shank Racing with Andretti Autosport | Michael Shank Racing with Andretti Autosport | Michael Shank Racing with Andretti Autosport | Michael Shank Racing with Andretti Autosport |
| ---------------------------------------------------------- | -------------------------------------------- | -------------------------------------------- | -------------------------------------------- | -------------------------------------------- | -------------------------------------------- | -------------------------------------------- | -------------------------------------------- | -------------------------------------------- | -------------------------------------------- | -------------------------------------------- | -------------------------------------------- | -------------------------------------------- | -------------------------------------------- | -------------------------------------------- | -------------------------------------------- | -------------------------------------------- | -------------------------------------------- | -------------------------------------------- | -------------------------------------------- | -------------------------------------------- | -------------------------------------------- | -------------------------------------------- |
| 2017                                                       |                                              |                                              |                                              | STP                                          | LBH                                          | ALA                                          | PHX                                          | IMS                                          | INDY                                         | DET                                          | DET                                          | TXS                                          | ROA                                          | IOW                                          | TOR                                          | MDO                                          | POC                                          | GAT                                          | WGL                                          | SNM                                          |                                              |                                              |
| 2017                                                       | Honda                                        | 50                                           | Jack Harvey R                                |                                              |                                              |                                              |                                              |                                              | 31                                           |                                              |                                              |                                              |                                              |                                              |                                              |                                              |                                              |                                              |                                              |                                              | 28.º                                         | 57                                           |
| Meyer Shank Racing with Schmidt Peterson Motorsports       |                                              |                                              |                                              |                                              |                                              |                                              |                                              |                                              |                                              |                                              |                                              |                                              |                                              |                                              |                                              |                                              |                                              |                                              |                                              |                                              |                                              |                                              |
| 2018                                                       |                                              |                                              |                                              | STP                                          | PHX                                          | LBH                                          | ALA                                          | IMS                                          | INDY                                         | DET                                          | DET                                          | TXS                                          | ROA                                          | IOW                                          | TOR                                          | MDO                                          | POC                                          | GAT                                          | POR                                          | SNM                                          |                                              |                                              |
| 2018                                                       | Honda                                        | 60                                           | Jack Harvey R                                | 23                                           |                                              | 12                                           |                                              |                                              | 16                                           |                                              |                                              |                                              |                                              |                                              |                                              | 20                                           |                                              |                                              | 16                                           | 17                                           | 24.º                                         | 103                                          |
| Meyer Shank Racing with Arrow Schmidt Peterson Motorsports |                                              |                                              |                                              |                                              |                                              |                                              |                                              |                                              |                                              |                                              |                                              |                                              |                                              |                                              |                                              |                                              |                                              |                                              |                                              |                                              |                                              |                                              |
| 2019                                                       |                                              |                                              |                                              | STP                                          | COA                                          | ALA                                          | LBH                                          | IMS                                          | INDY                                         | DET                                          | DET                                          | TXS                                          | ROA                                          | TOR                                          | IOW                                          | MDO                                          | POC                                          | GAT                                          | POR                                          | LAG                                          |                                              |                                              |
| 2019                                                       | Honda                                        | 60                                           | Jack Harvey                                  | 10                                           | 10                                           | 13                                           | 22                                           | 3                                            | 21                                           |                                              |                                              |                                              | 15                                           |                                              |                                              | 10                                           |                                              |                                              | 19                                           | 19                                           | 21.º                                         | 186                                          |
| Meyer Shank Racing                                         |                                              |                                              |                                              |                                              |                                              |                                              |                                              |                                              |                                              |                                              |                                              |                                              |                                              |                                              |                                              |                                              |                                              |                                              |                                              |                                              |                                              |                                              |
| 2020                                                       |                                              |                                              |                                              | TXS                                          | IMS                                          | ROA                                          | ROA                                          | IOW                                          | IOW                                          | INDY                                         | GAT                                          | GAT                                          | MDO                                          | MDO                                          | IMS                                          | IMS                                          | STP                                          |                                              |                                              |                                              |                                              |                                              |
| 2020                                                       | Honda                                        | 60                                           | Jack Harvey                                  | 16                                           | 17                                           | 23                                           | 17                                           | 7                                            | 7                                            | 9                                            | 11                                           | 13                                           | 7                                            | 12                                           | 8                                            | 6                                            | 19                                           |                                              |                                              |                                              | 15.º                                         | 288                                          |
| 2021                                                       |                                              |                                              |                                              | ALA                                          | STP                                          | TXS                                          | TXS                                          | IMS                                          | INDY                                         | DET                                          | DET                                          | ROA                                          | MDO                                          | NSH                                          | IMS                                          | GAT                                          | POR                                          | LAG                                          | LBH                                          |                                              |                                              |                                              |
| 2021                                                       | Honda                                        | 60                                           | Jack Harvey                                  | 11                                           | 4                                            | 7                                            | 17                                           | 23                                           | 18                                           | 16                                           | 19                                           | 17                                           | 19                                           | 15                                           | 6                                            | 10                                           | 4                                            | 15                                           | 7                                            |                                              | 13.º                                         | 308                                          |
| 2021                                                       | Honda                                        | 06                                           | Hélio Castroneves                            |                                              |                                              |                                              |                                              |                                              | 1                                            |                                              |                                              |                                              |                                              | 9                                            | 21                                           |                                              | 23                                           | 24                                           | 20                                           |                                              | 22.º                                         | 158                                          |
| 2022                                                       |                                              |                                              |                                              | STP                                          | TXS                                          | LBH                                          | ALA                                          | IMS                                          | INDY                                         | DET                                          | ROA                                          | MDO                                          | TOR                                          | IOW                                          | IOW                                          | IMS                                          | NSH                                          | GAT                                          | POR                                          | LAG                                          |                                              |                                              |
| 2022                                                       | Honda                                        | 06                                           | Hélio Castroneves                            | 14                                           | 23L                                          | 9                                            | 21                                           | 14                                           | 7                                            | 25                                           | 22                                           | 8                                            | 17                                           | 16                                           | 21                                           | 19                                           | 13                                           | 15                                           | 17                                           | 19                                           | 18.º                                         | 263                                          |
| 2022                                                       | Honda                                        | 60                                           | Simon Pagenaud                               | 15                                           | 8                                            | 19                                           | 11                                           | 2                                            | 8                                            | 9                                            | 12                                           | 10                                           | 7                                            | 23                                           | 23                                           | 25                                           | 9                                            | 20                                           | 23                                           | 17                                           | 15.º                                         | 314                                          |
| Fuente:                                                    |                                              |                                              |                                              |                                              |                                              |                                              |                                              |                                              |                                              |                                              |                                              |                                              |                                              |                                              |                                              |                                              |                                              |                                              |                                              |                                              |                                              |                                              |

- * Temporada en desarrollo.